# Светски дан птица селица
Светски дан птица селица (енгл. World Migratory Bird Day) је светски дан посвећен птицама селицама, ради подизања свести о очувању птица селица и њихових станишта. Светски дан се може обележити било кад (у зависности када је врхунац миграција птица у том подручју), али на међународном нивоу се организије обележавање на два дана: друга субота у мају и октобру.

## Почетак празновања
Прво празновање птица селица је започето 1993. године у Сједињеним Америчким Државама на иницијативу њихове службе за рибе и дивљач. Док је на светском нивоу први пут обележен 8. и 9. априла 2006. године у резервату за дивљи живот Ole Ari Nyiro у Кенији на заједничку иницијативу Секретаријата Споразума о очувању афричко-евроазијских миграторних водених птица (енгл. Secretariat of the Agreement on the Conservation of African-Eurasian Migratory Waterbirds) и Секретаријата Конвенције о очувању миграторних врста дивљих животиња (енгл. Secretariat of the Convention on the Conservation of Migratory Species of Wild Animals).